# Alphonse Devrient

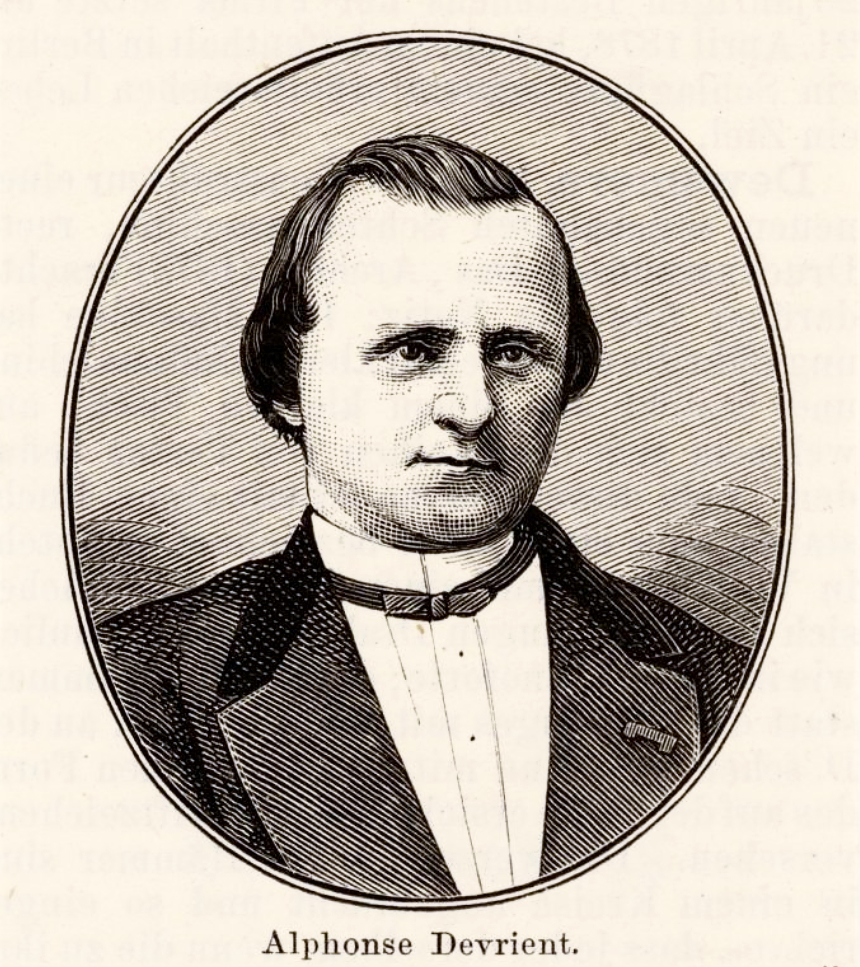
Alphonse Devrient (um 1873)

Alphonse Devrient (* 21. Januar 1821 in Leipzig; † 21. April 1878 in Berlin) war ein deutscher Unternehmer, Verleger und Druckereibesitzer. Nach seiner Ausbildung zum Drucker wurde er 1852 zusammen mit Hermann Giesecke Mitbegründer des Druckereiunternehmens Giesecke & Devrient in Leipzig. Dieses Unternehmen erlangte im Bereich von Sicherheitsdrucken wie der Anfertigung von Geld- und Wertpapieren aller Art Weltruf.
Alphonse Devrient wurde als Sohn von Johann Christian Devrient (1776–1823), dem ersten Gründer einer chemischen Fabrik in Deutschland (in Zwickau), und Johanna Christiane Devrient (1786–1857) 1821 in Leipzig geboren. Mutter Johanna Christiane Devrient trat von 1836 bis 1840 als Zimmerwirtin Robert Schumanns im Roten Kolleg in Leipzig in Erscheinung.
Alphonse Devrient starb am 21. April 1878 im Alter von 57 Jahren an einem Herzinfarkt in Berlin. Er wurde im Devrientschen Erbbegräbnis Nr. 45 in der II. Abteilung des Neuen Johannesfriedhofs in Leipzig beerdigt.